# Grand Prix Formule 1 van Mexico 1970
De Grand Prix Formule 1 van Mexico 1970 werd gehouden op 25 oktober op het Magdalena Mixhuca Circuit in Mexico-Stad. Het was de dertiende en laatste race van het seizoen.

## Uitslag
| Pos. | Nr. | Coureur              | Constructeur | Rondes | Tijd / Oorzaak uitval | Grid | Punten |
| ---- | --- | -------------------- | ------------ | ------ | --------------------- | ---- | ------ |
| 1    | 3   | Jacky Ickx           | Ferrari      | 65     | 1:53:28.3             | 3    | 9      |
| 2    | 4   | Clay Regazzoni       | Ferrari      | 65     | 24.64                 | 1    | 6      |
| 3    | 8   | Denny Hulme          | McLaren-Ford | 65     | 45.97                 | 14   | 4      |
| 4    | 12  | Chris Amon           | March-Ford   | 65     | 47.05                 | 5    | 3      |
| 5    | 6   | Jean-Pierre Beltoise | Matra        | 65     | 50.11                 | 6    | 2      |
| 6    | 19  | Pedro Rodriguez      | BRM          | 65     | + 1:24.76             | 7    | 1      |
| 7    | 20  | Jackie Oliver        | BRM          | 64     | + 1 Ronde             | 13   |        |
| 8    | 17  | John Surtees         | Surtees-Ford | 64     | + 1 Ronde             | 15   |        |
| 9    | 7   | Henri Pescarolo      | Matra        | 61     | + 4 Rondes            | 11   |        |
| NC   | 23  | Reine Wisell         | Lotus-Ford   | 56     | Niet geklasseerd      | 12   |        |
| NF   | 15  | Jack Brabham         | Brabham-Ford | 52     | Motor                 | 4    |        |
| NF   | 1   | Jackie Stewart       | Tyrrell-Ford | 33     | Ophanging             | 2    |        |
| NF   | 9   | Peter Gethin         | McLaren-Ford | 27     | Motor                 | 10   |        |
| NF   | 16  | Rolf Stommelen       | Brabham-Ford | 15     | Benzinesysteem        | 17   |        |
| NF   | 2   | François Cevert      | March-Ford   | 8      | Motor                 | 9    |        |
| NF   | 14  | Graham Hill          | Lotus-Ford   | 4      | Oververhitting        | 8    |        |
| NF   | 11  | Jo Siffert           | March-Ford   | 3      | Motor                 | 16   |        |
| NF   | 24  | Emerson Fittipaldi   | Lotus-Ford   | 1      | Motor                 | 18   |        |

## Statistieken
| Pole-position | Clay Regazzoni | Ferrari | 1:41.88 |
| Snelste ronde | Jacky Ickx     | Ferrari | 1:43.11 |

## Noot
- Dit was de eerst pole position voor Clay Regazzoni.
- Tiende podiumplaats voor een Zwitserse coureur.
- Eerste wereldtitel voor Jochen Rindt en voor een Oostenrijkse coureur. Rindt was de twaalfde coureur die wereldkampioen werd.

1962 · 1963 · 1964 · 1965 · 1966 · 1967 · 1968 · 1969 · 1970 · 1986 · 1987 · 1988 · 1989 · 1990 · 1991 · 1992 · 2015 · 2016 · 2017 · 2018 · 2019